# Бланк Михайло Ілліч

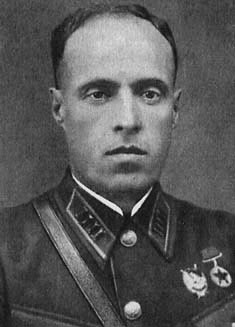
М. І. Бланк

Бланк Миха́йло Іллі́ч  (1898, Єкатеринбург — 1941, Чернігів) — радянський воєначальник, командир 15-го стрілецького корпусу, полковник (1939).

## Біографія
Переїхав з родиною до міста Лубни, де батько працював прикажчиком у магазині. З вересня 1916 до літа 1917 служив у армії, демобілізований у зв'язку з туберкульозом. У серпні 1918 вступив в РККА. Політбоєць в складі кавалерійського полку, воював з німцями, з бандами отаманів Ангела і Григор'єва. Потім як воєнком артилерійської батареї бере участь у боях з військами Денікіна, які наступали на Москву. У боях отримав поранення в голову, але відмовився піти у шпиталь, залишившись зі своїми бійцями. У жовтні 1919 попрямував на навчання на артилерійські курси в Москву. У лютому 1920 захворів на висипний тиф, але через 3 місяці знову в РККА, воєнком 49-го кавалерійського полку. Восени 1920 брав участь у визволенні Криму від військ Врангеля. У червні 1920 воєнком окремої кінної батареї, відправляється на Польський фронт в складі 14-ї армії. У боях на річці Збруч отримав поранення і знову залишився в строю. З березня 1921 воєнком 1-го кавалерійського полку 2-ї кавалерійської Туркестанської дивізії. Потім воєнком кавалерійської бригади.
З січня 1922 по серпень 1926 командир взводу навчальної дивізійної школи, командир ескадрону 51-го кавалерійського полку, командир полкової школи, начальник штабу полку в 9-ї дивізії. У 1926-1929 навчався у Військовій Академії імені М. В. Фрунзе. З червня 1929 по листопад 1930 начальник оперативного відділу 1-го кавалерійського корпусу Українського військового округу. Потім був викладачем тактики на Вищих кавалерійських курсах командного складу в Новочеркаську. З листопада 1931 начальник відділення в оперативному відділі Північно-Кавказького військового округу. З березня 1935 начальник відділення в оперативному відділі Середньо-Азіатського військового округу.
22 липня 1938 був звільнений з лав Чернової армії, репресований (але, ймовірно, не заарештований), проте реабілітований, і в січні 1939 відновлений в рядах Червоної армії. У вересні 1939 помічник начальника штабу 13-го стрілецького корпусу, в цій якості бере участь в Польському поході. У серпні 1940 начальник штабу 87-ї стрілецької дивізії, розквартированої в районі Володимир-Волинського, перебував на посаді до 25 червня 1941. Після загибелі командира дивізії П. Ф. Алябушева, до 20 серпня 1941 був командиром 87-ї стрілецької дивізії. 1 липня 1941 приблизно 200 командирів і червоноармійців 87-ї стрілецької дивізії вийшли з оточення; полки зберегли бойові прапори. 2 вересня 1941 загинув в бою під час битви за Чернігів.

## Пам'ять
- Вулиця Бланка у місті Чернігів.